# Veronika Schneider
Veronika Schneider (ur. 17 lipca 1987 w Budapeszcie) – węgierska szachistka, arcymistrzyni od 2011 roku.

## Kariera szachowa
W latach 1996–2005 wielokrotnie reprezentowała Węgry na mistrzostwach świata i Europy juniorek w różnych kategoriach wiekowych. Była również wielokrotną finalistką mistrzostw Węgier juniorek, m.in. zdobywając cztery złote medale (1996 i 1997 – w kategorii do 10 lat, 2004 i 2005 – do 18 lat). W 2005 r. zdobyła brązowy medal indywidualnych mistrzostw Węgier, natomiast w 2008 r. – tytuł wicemistrzyni kraju oraz zadebiutowała w narodowej drużynie na rozegranej w Dreźnie szachowej olimpiadzie.
W 2003 i 2004 r. zwyciężyła w dwóch cyklicznych międzynarodowych turniejach First Saturday w Budapeszcie (edycje FS11 FM-B 2003 oraz FS05 FM-A 2004). W 2008 r. podzieliła II m. (za Reginą Pokorną, wspólnie z Nino Maisuradze, Tatianą Kostiuk i Aną Srebrnič) w kołowym turnieju we Vrbniku. Normy na tytuł arcymistrzyni wypełniła w 2010 r. w Rijece (podczas mistrzostw Europy) oraz w 2011 r. w Dubaju (w turnieju tym pokonała trzech arcymistrzów: Samwela Ter-Sahakjana, Dmitrija Kajumowa i Artaszesa Minasjana).
Najwyższy ranking w dotychczasowej karierze osiągnęła 1 maja 2010 r., z wynikiem 2339 punktów zajmowała wówczas 9. miejsce wśród węgierskich szachistek.